# Félix María Calleja del Rey
Félix María Calleja del Rey Bruder Losada Campaño y Montero de Espinosa (Medina del Campo, 1º novembre 1753 – Valencia, 24 luglio 1828) è stato un militare spagnolo.

## Biografia
Cattolico, fu conte di Calderón e anche il cinquantanovesimo viceré della Nuova Spagna, dal 4 marzo 1813 fino al 20 settembre 1816, durante la guerra d'indipendenza del Messico. Si distinse per i suoi metodi spediti contro i rivoluzionari, sia durante la sua permanenza nell'esercito, sia durante il periodo del viceregno.
Nel 1818, al suo ritorno in Spagna, gli vennero concesse le più alte onorificenze militari, le gran croci di Isabella la Cattolica e San Ermenegildo. Venne nominato capitano generale di Andalusia e governatore di Cadice nel 1819. Il re Ferdinando VII gli affidò l'incaricò di allestire ed organizzare un esercito di 20.000 uomini per riconquistare i domini spagnoli nelle Americhe.
Essendo un assolutista, venne catturato dalle truppe ribelli del colonnello Rafael del Riego e rimase imprigionato a Malloraca fino al 1823, anno in cui ritornò al suo compito di capitano generale di Valencia, carica che occupò fino alla sua morte, nel 1828.